# Goeswijn Moedel van Mierlo
Goeswijn Moedel van Mierlo was een heer van Mierlo aan het begin van de 14e eeuw. Hij was de zoon van Hendrik II van Mierlo en de kleinzoon van Gooswijn Moedel van Mierlo. In 1335 kocht hij Mierlo van zijn neef Hendrik van Langel. Hij was toen ook al deken van Sint-Oedenrode en deken van Sint-Jan in Luik. In hetzelfde jaar verkocht hij de heerlijkheid alweer door aan Otto van Cuijk in ruil voor beneficies.